# Computer Entertainment Rating Organization
La Computer Entertainment Rating Organization (特定非営利活動法人コンピュータエンターテインメントレーティング機構, Tokutei Hieiri Katsudō Hōjin Konpyūta Entāteinmento Rētingu Kikō) (CERO) és l'organització que classifica videojocs i programari d'ordinadors al Japó amb nivells de classificació que informen a l'usuari del tipus del producte i per saber a partir de quina edat es pot veure. Es va establir al juliol del 2002 de la Computer Entertainment Supplier's Association, utilitzant la Entertainment Software Rating Board com a model i esdevenint oficialment reconegut com una organització sense ànim de lucre el 2003.

## Classificació
Dia 1 de març de 2006, la CERO va establir l'actual mètode de classificació, que té les següents classificacions:
A (totes les edats) equival al 3 i al 7 del PEGI i a l'E i l'E10+ de l'ESRB. Per exemple: Pokémon, Need for Speed, Ace Combat, Super Mario Galaxy 2.
B (majors de 12 anys) equival al 12 del PEGI i al T de l'ESRB. Per exemple: Tekken, Burnout, Halo Wars, The Legend of Zelda: Twilight Princess.
C (majors de 15 anys) equival al 16 (curt) del PEGI i al T (llarg) i al M (curt) de l'ESRB. Per exemple: Metal Gear Solid: Peace Walker, Lost Planet, Midnight Club: Los Angeles.
D (majors de 17 anys) equival al 16 (llarg) del PEGI i al M de l'ESRB. Per exemple: Halo 3, Call of Duty: Modern Warfare 2, Bayonetta.
Z (majors de 18 anys) equival al 18 del PEGI i al M (llarg) i a l'AO de l'ESRB. Per exemple: Fable II, Fallout 3, God of War III, Assassin's Creed.

### Icones descriptives
- Amor: Final Fantasy XIII, Sakura Wars.
- Contingut sexual: Arcana Heart, Soulcalibur IV.
- Violència: Resident Evil, Gears of War.
- Terror: Alan Wake, Fatal Frame.
- Atzar: 81diver, Bully.
- Crim: The Legend of Zelda: Twilight Princess, Grand Theft Auto IV.
- Alcohol o tabac: Metal Gear Solid: Peace Walker, Days of Memories 2.
- Drogues: Clannad, Trauma Team.
- Llenguatge i altres: Baroque, Heavy Rain.

### Antic sistema classificatori
Abans del març de 2006, la classificació era:
- Totes les edats, reemplaçat per A
- 12 o major, reemplaçat per B
- 15 o major, reemplaçat per C
- 18 o major, reemplaçat per D i Z

El nou sistema classificatori es va inventar sobretot per la gran distància entre els jocs de 15 i els de 18.